# Pleegzorg voor volwassenen
Pleegzorg voor volwassenen is een zorgvorm waarbij volwassenen gedurende een bepaalde periode ondersteuning en huisvesting ontvangen in een ander gezin of huis. Het doel van deze zorg is om volwassenen de kans te bieden om in een huiselijke omgeving te leven wanneer ze niet thuis kunnen verblijven of wanneer er geen ouderlijk huis meer beschikbaar is. Meestal wordt deze vorm van zorg ondersteund door professionele medewerkers en krijgen de gezinnen die de zorg opnemen een vergoeding hiervoor.

## Pleegzorg voor volwassenen in Vlaanderen

### De doelgroep
Pleegzorg voor volwassenen in Vlaanderen richt zich op twee groepen volwassenen (18 jaar en ouder), ook wel pleeggasten genoemd. Enerzijds biedt pleegzorg voor volwassenen hulp aan volwassenen met een psychiatrische problematiek, en anderzijds aan volwassenen met een beperking. Een geschikte kandidaat voor pleegzorg kan bijvoorbeeld een persoon zijn met een verstandelijke beperking of iemand met schizofrenie die door een familielid of familievriend wordt opgevangen. Pleeggasten moeten hiervoor geen officiële formele diagnose hebben en ook geen erkenning van het VAPH, maar wel een document van de dokter dat bevestigt dat er sprake is van een psychiatrische problematiek of een beperking.

### De Organisatie van pleegzorg voor volwassenen
Pleegzorg voor volwassenen maakt in Vlaanderen deel uit van het werkingsveld van het Agentschap Opgroeien. Het Agentschap staat hierbij niet rechtstreeks in voor de begeleidingen van de pleegzorgers of de pleeggasten, maar wel voor de ondersteuning van de vijf provinciale pleegzorgdiensten in Vlaanderen (West-Vlaanderen, Oost-Vlaanderen, Limburg, Antwerpen en Vlaams-Brabant & Brussel). Via deze pleegzorgdiensten worden pleeggasten en gastgezinnen (de naam voor de pleeggezinnen van de volwassenen) gratis ondersteund tijdens de pleegzorg.
Professionele medewerkers, die ook wel 'pleegzorgbegeleider' worden genoemd, bieden ondersteuning aan de gastgezinnen en helpen bij het aanpakken van problemen en knelpunten. Belangrijk is dat de ondersteuning vertrekt van de vragen en behoeftes van de volwassenen en de gastgezinnen, waarbij er samen wordt bepaald aan welke doelen wordt gewerkt en hoe vaak er ondersteuning wordt geboden. De pleegzorgdiensten willen hierbij een partner zijn om samen dingen uit te zoeken en willen zich zeker niet opstellen als ‘de experten’. Deze ondersteuning via de pleegzorgdiensten kent geen vaste einddatum. Pleeggasten en gastgezinnen kunnen dus op een langdurige basis ondersteund worden.
In Vlaanderen zetten gastgezinnen zich in op vrijwillige basis. Pleegouders zijn dus geen professionele hulpverleners en moeten dus ook niet beschikken over een bepaald diploma of een bepaalde opleiding genoten hebben. Ze worden niet erkend als werkkrachten waardoor ze ook geen salaris ontvangen. Wel krijgen ze een kostenvergoeding om de onkosten te dekken. Dit kan gaan van 260 euro per maand wanneer de pleeggast ook eigen inkomsten heeft ( en dus een eigen financiële bijdrage levert) tot 660 euro per maand voor pleeggasten die geen eigen inkomsten hebben.
In tegenstelling tot pleegzorg voor kinderen en jongeren gaat pleegzorg voor volwassenen altijd om vrijwillige pleegzorg. Pleeggasten kunnen dus niet geplaatst worden in een gastgezin door een rechter. Elke pleeggast stapt dus vrijwillig de pleegzorg in en kan deze dus op elk moment verlaten. Zodra de pleeggast pleegzorg verlaat, vallen de praktische en financiële ondersteuning wel weg.

### Modules en vormen van pleegzorg
Pleegzorg voor volwassenen kent in Vlaanderen net als de pleegzorg voor kinderen en jongeren vier modules. Elke provincie is hierbij verplicht om elke van deze modules aan te bieden. Anders dan in de ons omringende landen die ook pleegzorg voor volwassenen aanbieden zijn alle modules van pleegzorg met overnachting. Zonder overnachting wordt een ondersteuning vandaag niet erkend als officiële pleegzorg.
Ondersteunende pleegzorg
- Hierbij kunnen pleeggasten voor een korte periode terecht bij een gastgezin. Dit kan zowel aaneensluitend zijn als afwisselend voor korte periodes. Bijvoorbeeld om de 14 dagen een weekend.
- Daarnaast valt onder de ondersteunende pleegzorg ook de crisispleegzorg. Dit is een vorm van pleegzorg waarbij er snelle kortdurende oplossingen worden gezocht voor een pleeggast.

Perspectiefzoekende pleegzorg
- Dit gaat om een vorm van pleegzorg waarbij men op zoek gaat naar een perspectief, een langdurige oplossing voor pleeggasten zoals verblijf in een instelling.

Perspectiefbiedende pleegzorg
- Dit gaat om een vorm van pleegzorg waarbij pleeggasten voor langere tijd terecht kunnen bij hun gastgezin.

Behandelingspleegzorg
- Hierbij wordt er behandeling aan geboden aan de pleeggasten en extra ondersteuning aan de gastgezinnen.

Naast de vier modules kent pleegzorg voor volwassenen in Vlaanderen ook twee vormen op basis van de relatie tussen de pleegzorger en de pleeggast. Wanneer er al sprake was van een relatie tussen de pleeggast en de pleegzorgers voordat de pleegzorg van start ging, spreekt men over netwerkpleegzorg. Hierbij gaat het over een familielid, vriend of kennis die de pleeggast in huis neemt. Wanneer de pleeggast en de pleegzorger elkaar nog niet kenden voor de start van de pleegzorg, spreekt men van bestandspleegzorg.

### Cijfers Vlaamse pleeggasten
Over het algemeen lijkt er doorheen de jaren in Vlaanderen een stijging te zijn van het aantal pleeggasten die onderdak en ondersteuning ontvangen via pleegzorg voor volwassenen. Hierbij kan wel de kanttekening geplaatst worden dat in verhouding tot het aantal kinderen en jongeren in pleegzorg, pleeggasten een minderheid blijven. Zo waren er in 2022 zoals te zien valt in onderstaande tabel, 699 pleeggasten. In datzelfde jaar waren er 8477 pleegkinderen/jongeren.
| Aantal pleeggasten in Vlaanderen |     |
| -------------------------------- | --- |
| 2015                             | 476 |
| 2016                             | 505 |
| 2017                             | 516 |
| 2018                             | 549 |
| 2019                             | 591 |
| 2020                             | 637 |
| 2021                             | 647 |
| 2022                             | 699 |

### Geschiedenis van de Vlaamse pleegzorg voor volwassenen
De Vlaamse pleegzorg voor volwassenen kent een begin dat eeuwen geleden te situeren valt. Pleegzorg voor volwassenen in de vorm van 'gezinsverpleging’ kan al teruggevonden worden in de 13e eeuw in Geel. Hierbij werden mensen met een psychiatrische problematiek opgevangen bij de gezinnen uit Geel tegen een vergoeding. De gezinsverpleging kan verbonden worden aan de legende van de heilige Dimpna. Dimpna, een Ierse prinses, moest vluchten omdat haar vader een huwelijk met haar wou aangaan. Haar vader vond haar in Geel en liet zijn dochter onthoofden. Doordat Dimpna haar vader en zijn bezeten staat had proberen te weerstaan, werd ze de heilige en patrones van de bezetenen en geesteszieken. Hierdoor kwamen heel wat bedevaarders naar Geel, in de hoop dat de Heilige Dimpna hen zou kunnen genezen. Tot vandaag de dag blijft de gezinsverpleging een belangrijke werkvorm van het openbaar psychiatrische ziekenhuis van Geel.

### Kenmerken Vlaamse pleegzorg voor volwassenen
Op basis van drie niveaus kan er ingegaan worden op een aantal kenmerken van de Vlaamse pleegzorg voor volwassenen. Dit zowel op het niveau van de pleegzorgsituatie op zich als op het niveau van de pleegzorgers en pleeggasten.
Ten eerste kan gekeken worden naar de kenmerken op het niveau van de pleegzorgsituatie.
- Het eerste kenmerk op dit niveau gaat om hoeveel pleeggasten er worden opgevangen in één gezin. In de Vlaamse pleegzorg voor volwassenen is er geen beleid rond hoeveel pleeggasten zouden mogen opgevangen worden binnen één gastgezin. Het is dus mogelijk om meerdere volwassenen op te vangen, maar hierbij wordt wel gekeken naar de draagkracht van het gastgezin en probeert men wel het creëren van mini-instellingen te vermijden.
- Het tweede kenmerk op dit niveau gaat om het totale aantal pleegzorgcases voor volwassenen in vergelijking met het aantal pleegzorgcases bij kinderen en jongeren. Het aantal pleegzorgcases voor volwassenen in Vlaanderen is zeer klein in vergelijking met het aantal pleegzorgcases voor kinderen en jongeren. In 2022 waren de volwassenencases maar goed voor 7,62% van alle pleegzorgcases.[5]
- Het derde kenmerk op dit niveau gaat om de meest voorkomende pleegzorgmodule bij de volwassenen. De meest voorkomende module voor volwassenen binnen de pleegzorg is de perspectiefbiedende module. Pleeggasten verblijven meetstal voor een lange tijd binnen hun gastgezin.[5]

Ten tweede kan gekeken worden naar de kenmerken op het niveau van de pleegzorgers.
- Het eerste kenmerk op dit niveau gaat om de leeftijd van de pleegzorgers. Gemiddeld ligt de leeftijd van de pleegzorgers voor volwassenen hoger dan de leeftijd van de pleegzorgers voor kinderen en jongeren. De meeste pleegzorgers voor volwassenen zijn tussen 60 en 79 jaar oud.[7]
- Het tweede kenmerk op dit niveau gaat om de relatie tussen de pleegzorger en de pleeggast. De meeste situaties gaan om netwerkpleegzorg. In 2022 waren ongeveer 72% van alle pleegzorgcases voor volwassenen een vorm van netwerkpleegzorg. Hierbij ging het in 75% van de gevallen over de opvang binnen het familienetwerk en maar 25% van de gevallen over opvang binnen het ruimere netwerk van de volwassenen.[5] Pleeggasten en gastgezinnen hebben dus vaak al een relatie voor de pleegzorg. Wanneer wel sprake is van bestandspleegzorg, gaat dit vaak om volwassenen die als kind al verbleven binnen hun huidige gastgezin.

Ten derde kan er gekeken worden naar de kenmerken op het niveau van de pleeggasten.
- Het eerste kenmerk op dit niveau gaat om de leeftijd van de pleeggasten. Pleeggasten zijn voornamelijk mensen tussen de 20 en 30 en anderzijds mensen tussen de 50 en 70+.[8] De grote hoeveelheid van mensen in de 20 kan verbonden worden aan het feit dat er heel wat kinderen en jongeren zijn die hun pleegzorgtraject voortzetten als (jong)volwassene.
- Het tweede kenmerk op dit niveau gaat om de problematiek waarmee de volwassenen binnen de pleegzorg kampen. De meeste pleeggasten hebben een verstandelijke beperking. Uit de cijfers van 2022 bleek dat 86% van de pleeggasten een verstandelijke beperking heeft.[9] Het zuiver hebben van een psychiatrische problematiek komt bijna niet voor, maar dubbeldiagnoses komen wel vaker voor. Zo kan het zijn dat een volwassene zowel een verstandelijke beperking heeft als een mogelijke depressieve stoornis.

### Knelpunten van de Vlaamse pleegzorg voor volwassenen
De Vlaamse pleegzorg voor volwassenen kan ook bekeken worden vanuit de lens van knelpunten. Als eerste kan er gekeken worden vanuit het knelpunt verbonden aan een paradoxale bevoegdheidsverdeling. Pleegzorg voor volwassenen valt vandaag onder het Agentschap Opgroeien, een Agentschap dat expliciet instaat voor doelgroep van Vlaamse kinderen en jongeren. Door deze mismatch van doelgroepen lijkt de doelgroep van kinderen en jongeren binnen de pleegzorg de meerderheid van de aandacht en uitwerking in beleid en praktijk te krijgen.
Een tweede knelpunt is het tekort aan kennis en bestandspleegzorgers. Het tekort aan informatie lijkt een prominent probleem te zijn binnen de maatschappij. Heel wat mensen vangen vandaag iemand met een psychiatrische problematiek of beperking op zonder dat ze weet hebben van het feit dat ze hierbij eigenlijk recht hebben op ondersteuning van de pleegzorgdiensten. Daarnaast lijkt dit tekort aan kennis er ook voor te zorgen dat er heel weinig volwassenen zelf de weg vinden naar deze vorm van ondersteuning. Zo blijven de instromingscijfers vaak heel laag in vergelijking met de instroomcijfers bij de pleegzorg voor kinderen en jongeren. Naast een tekort aan kennis, kampt de Vlaamse pleegzorg voor volwassenen ook met een tekort aan bestandspleegzorgers. Pleeggasten die graag ondersteuning willen via een gastgezin maken nauwelijks kans op een gastgezin als er niemand is in hun omgeving die deze rol wil opnemen.
Als derde kan gekeken worden naar het tekort aan beleidsaandacht. Vandaag lijkt er ook weinig beleidsinteresse en weinig bezorgdheid te zijn vanuit de overheid naar de toekomst van de Vlaamse pleegzorg voor volwassenen. Dit tekort aan beleidsaandacht kan verbonden worden aan een tekort van democratische druk. Mensen in de samenleving lijken vooral bezorgd te zijn om de kinderen die in nood zijn. Deze bezorgdheid lijkt veel minder te leven tegenover volwassenen in nood. Hierdoor wordt er vanuit de maatschappij zelf niet echt druk gelegd op de politiek om dit thema aan te pakken. 
Als vierde kan er gekeken worden naar het onzeker toekomstperspectief van de pleeggasten. Pleeggasten die opgevangen worden door een gastgezin komen vaak in de problemen wanneer hun gastgezin niet meer in de mogelijkheid is om de zorg verder op te nemen door bijvoorbeeld ouderdom of ziekte. In theorie zouden zij aan de hand van crisispleegzorg opvang kunnen krijgen in een ander gastgezin, maar aangezien er vandaag bijna geen crisisgezinnen zijn voor volwassenen kunnen pleeggasten dus geen beroep doen hierop. Daarnaast kan er in theorie ook een noodbudget worden aangevraagd voor pleeggasten via de noodprocedure van het VAPH. Op deze manier zouden er alternatieve verblijfsmogelijkheden voor de pleeggasten die wel aanspraak maken op een erkenning van het VAPH kunnen opgezet worden, wanneer hun ondersteuning plots wegvalt. Hierbij zien we in de praktijk vaak dat een aantal situaties zoals het tekort aan draagkracht bij het gastgezin niet wordt erkend als een ‘onverwachte situatie’ waardoor men geen aanspraak maakt op een budget of zeer lang moet wachten op een budget. Daarnaast maken personen met een psychiatrische problematiek geen aanspraak op een noodbudget.

## Pleegzorg voor volwassenen in andere landen/regio's
Naast Vlaanderen zijn er nog een aantal landen en regio's in de wereld die een gelijkaardig systeem van pleegzorg voor volwassenen hebben. Dit zijn landen waarbij pleegzorg, net als in Vlaanderen, gaat om de opvang van volwassenen in de thuisomgeving door personen die geen officiële zorgverleners moeten zijn, met de focus op persoonsverzorging en psychosociale begeleiding, zonder intensieve medische zorg. In deze landen wordt er net als in Vlaanderen financiële en praktische ondersteuning verleend aan de pleeggezinnen en de inwonende volwassenen door professionals.
- Ten eerste is er een vergelijkbaar systeem van pleegzorg voor volwassenen te vinden in Kroatië. In Kroatië wordt pleegzorg, net als in Vlaanderen, aangeboden aan personen met een beperking of psychiatrische problematiek, maar daarnaast richten zij zich ook specifiek op 65-plussers, slachtoffers van familiaal geweld en jonge ouders.[10] In tegenstelling tot België heeft Kroatië zowel een vorm van pleegzorg voor volwassenen die wordt uitgevoerd door vrijwilligers (de traditionele pleegzorg) als een vorm van pleegzorg die wordt uitgevoerd door professionals die pleegzorg als hun beroep uitoefenen.[11] Opvallend is dat Kroatië in 2022 meer volwassenen (63% van alle pleegzorgcases) opving via pleegzorg dan kinderen of jongeren. Hierbij zijn de meeste volwassenen die worden opgevangen door pleegzorg 65-plussers (48%).[12]
- Ten tweede is er een vergelijkbaar systeem van pleegzorg voor volwassenen te vinden in Frankrijk. Zij bieden hulp aan volwassenen met een beperking, 65-plussers[13]of een psychiatrische problematiek (de zogenaamde therapeutische pleegzorg[14]). In tegenstelling tot Vlaanderen mogen deze volwassenen niet opgevangen worden door een familielid. Wanneer gekeken wordt naar de cijfergegevens kan worden gesteld dat volwassenen in de Franse pleegzorg net als Vlaanderen in de minderheid zijn. 14,71% van alle pleegzorgcases in Frankrijk gaan om volwassenen.[15] Net als in Vlaanderen hebben de meeste volwassenen binnen de pleegzorg een verstandelijke beperking. Zo had 63,7% van de volwassenen binnen de pleegzorg in 2022 een verstandelijke beperking.[15]
- Ten derde is er een vergelijkbaar systeem van pleegzorg voor volwassenen te vinden in Finland. De Finse gezinszorg voor volwassenen is een systeem van pleegzorg voor volwassenen dat openstaat voor personen met een beperking, psychiatrische problematiek of voor 65-plussers. De Finse gezinszorg kent een aantal gelijkenissen met de Kroatische pleegzorg voor volwassenen. Net als in Kroatië kan onderscheid gemaakt worden tussen pleegzorg uitgevoerd door vrijwilligers (de traditionele gezinszorg) en pleegzorg uitgevoerd als beroep (professionele gezinszorg).[16] Daarnaast zien we in Finland net als in Kroatië dat de meeste volwassenen binnen de pleegzorg voor volwassenen, 65-plussers zijn.[17]
- Ten vierde is er een vergelijkbaar systeem van pleegzorg voor volwassenen te vinden in Engeland. De Engelse ’Shared Lives’ biedt ondersteuning aan personen met een beperking, een psychiatrische problematiek, 65-plussers, slachtoffers van familiaal geweld, jonge ouders, jeugdzorgverlaters en slachtoffers van moderne slavernij.[18] In tegenstelling tot Vlaanderen en de voorgaande landen/regio’s, is ‘Shared Lives’ een vorm van pleegzorg die enkel kan uitgeoefend worden als een beroep, maar ook hierbij wordt er geen specifieke opleidings- of diplomavereiste gesteld. Net als in Vlaanderen en Frankrijk hebben de meeste volwassenen binnen de pleegzorg in Engeland een verstandelijke beperking (70,75%).[19]